# جاي س. موسى
جاي س. موسى (بالإنجليزية: J. C. Moses)‏ هو عازف جاز أمريكي، ولد في 8 أكتوبر 1936 في بيتسبرغ في الولايات المتحدة، وتوفي بنفس المكان في 1977.

## وصلات خارجية
- جاي س. موسى على موقع ميوزك برينز (الإنجليزية)
- جاي س. موسى على موقع أول ميوزيك (الإنجليزية)
- جاي س. موسى على موقع ديسكوغز (الإنجليزية)